# Concours de la meilleure baguette de Paris
Le concours de la meilleure baguette de Paris est une compétition organisée chaque année depuis 1994 par la ville de Paris, en collaboration avec l'appui de la Confédération nationale de la boulangerie-pâtisserie française (CNBBPF).
Le concours met en concurrence les baguettes de boulangers de la capitale française. Une liste des dix meilleurs artisans boulangers est établie, par ordre de mérite. Le premier d'entre eux reçoit une médaille, un prix de 4 000 euros,, et devient pendant un an fournisseur de l'Élysée.

## Déroulement

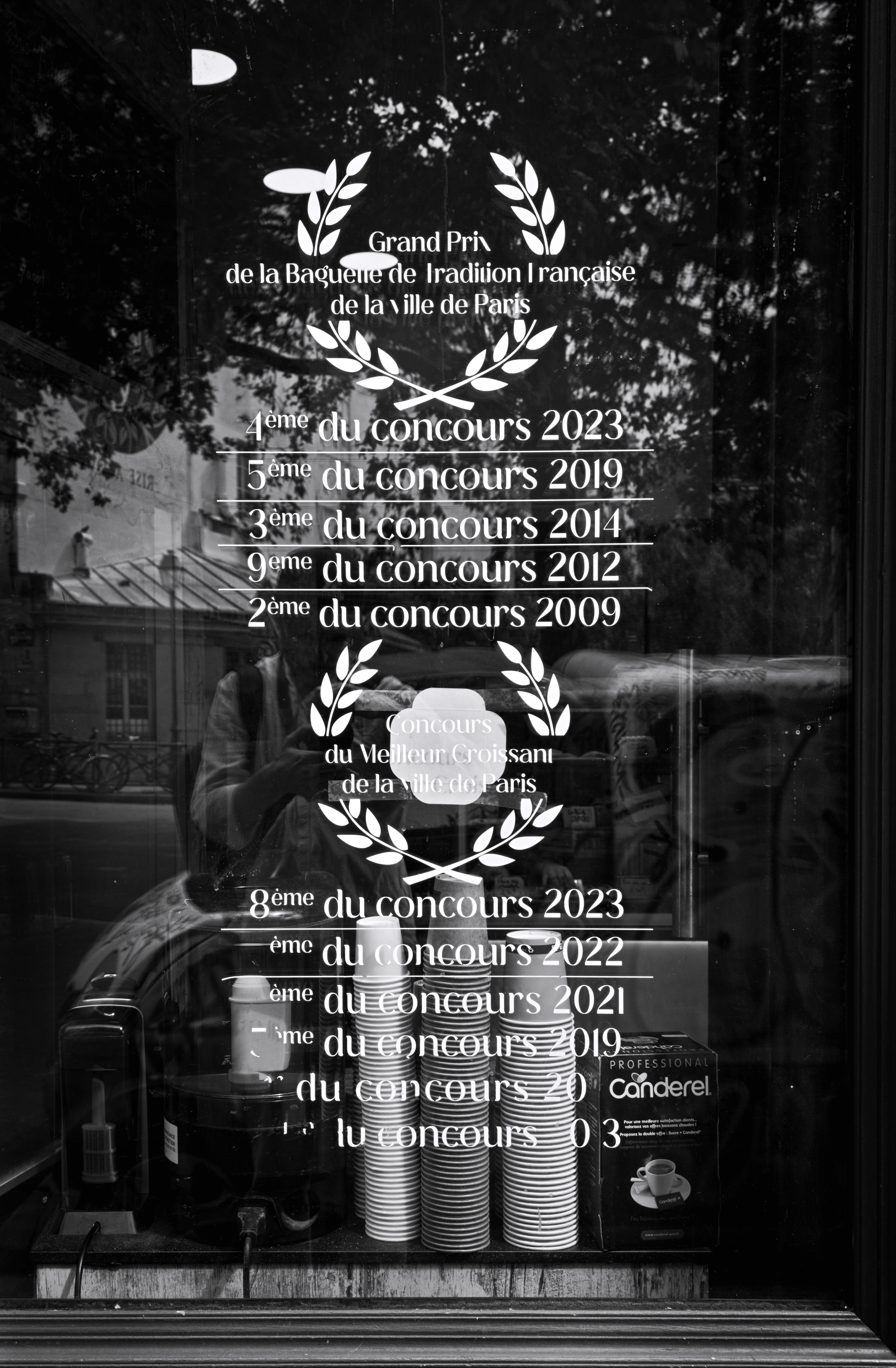
Palmarès d'une boulangerie au concours.

Le concours est organisé par la Mairie de Paris depuis 1994. Il se déroule dans les locaux de la Chambre professionnelle des artisans boulangers-patissiers, dans l'Île Saint-Louis. Le jury est composé de professionnels, de journalistes spécialisés et de six parisiens tirés au sort,.  Pour concourir, « les produits doivent mesurer entre 55 et 65 cm, peser entre 250 et 300 grammes et avoir une teneur en sel d'un niveau de 18 grammes par kilo de farine ». Les baguettes sont numérotées pour garantir l'anonymat. Les critères de sélection sont la cuisson, la mie, le goût, l'odeur et l'aspect. Ces qualités sont notées entre 0 et 4. Une trentaine de pains sont ainsi sélectionnés pour participer à la suite de la compétition, qui déterminera la meilleure baguette parisienne de l'année.
Outre une médaille et un prix de 4 000 euros, le lauréat devient fournisseur de l'Élysée pendant un an. Il bénéficie également d'une reconnaissance lui permettant d'accroître le chiffre d'affaires de sa boulangerie, voire d'une notoriété internationale,.
Le système d'attribution des marchés pour l'Élysée et diverses administrations (Beauvau par exemple) a été transformé en 2013 (détails à préciser) : un concours d'attribution soumis aux règles des marchés publics a été organisé. Le gagnant de 2013, Ridha Khadher, l'a gagné en 2014 : il est, depuis, le seul fournisseur sur ce marché, comme il l'a confirmé le 3 février 2018 sur une chaîne d'information télévisée. D'origine tunisienne, il est d'ailleurs présenté comme un modèle d'intégration réussie, et il a accompagné le chef de l'État, Emmanuel Macron, dans son voyage en Tunisie le 2 février 2018. 
Depuis 2020, la Mairie de Paris propose à 6 parisiens ou parisiennes de participer au jury du concours. 

## Liste des lauréats
- 1994 : René Saint-Ouen, 111 boulevard Haussmann (8e)
- 1995 : Jean-Noël Julien, « Maison Julien », 75 rue Saint-Honoré (1er)
- 1996 : Philippe Gosselin, 123-125 rue Saint-Honoré (1er)
- 1997 : René Saint-Ouen, 111 boulevard Haussmann (8e)
- 1998 : Antonio Teixeira, « Aux Délices du Palais », 60 boulevard Brune (14e)
- 1999 : Stéphane Pouget, 104 rue Bobillot, (13e)
- 2000 : Raoul Maeder, 158 boulevard Berthier (17e)
- 2001 : Pierre Demoncy, « Au 140 », 140 rue de Belleville (20e)
- 2002 : Raoul Maeder, 158 boulevard Berthier (17e)
- 2003 : Laurent Connan, 38 rue des Batignolles (17e)
- 2004 : Pierre Thilloux, « La fournée d’Augustine », 96 rue Raymond-Losserand (14e)
- 2005 : Eric Sanna, 3 rue du Retrait (20e)
- 2006 : Jean-Pierre Cohier, 270 rue du Faubourg-Saint-Honoré (8e)
- 2007 : Arnaud Delmontel, 57 rue Damrémont (18e)
- 2008 : Anis Bouabsa, « Au Duc de la Chapelle », 32-34 rue Tristan-Tzara (18e)[6]
- 2009 : Franck Tobarel, « Le Grenier de Félix », 64 avenue Félix-Faure (15e)[6]
- 2010 : Djibril Bodian, « Le Grenier à pain », 38 rue des Abbesses (18e)[6]
- 2011 : Pascal Barillon, « Au Levain d'Antan », 6 rue des Abbesses (18e)[10]
- 2012 : Sébastien Mauvieux, 159 rue Ordener (18e)[6]
- 2013 : Ridha Khadher, « Au Paradis Gourmand », 156 rue Raymond-Losserand (14e)[11],[8]
- 2014 : Antonio Teixeira, « Aux Délices du Palais », 60 boulevard Brune (14e)[14].
- 2015 : Djibril Bodian, « Le Grenier à pain », 38 rue des Abbesses (18e)
- 2016 : Michael Reydelet et Florian Charles, « La Parisienne », 48 rue Madame (6e)[15].
- 2017 : Sami Bouattour, « Boulangerie Brun », 193 rue de Tolbiac (13e)[16]
- 2018 : Mahmoud M’seddi, « Boulangerie 2M », 215 boulevard Raspail (14e)[17]
- 2019 : Fabrice Leroy, « Boulangerie Leroy Monti », 203 avenue Daumesnil (12e)[18]
- 2020 : Taieb Sahal, « Les saveurs de Pierre Demours » , 13 rue Pierre-Demours (17e)[19]
- 2021 : Makram Akrout, « Les boulangers de Reuilly » 54 boulevard de Reuilly (12e)[20]
- 2022 : Damien Dedun, « Frédéric Comyn », 88 rue Cambronne (15e)[21]
- 2023 : Tharshan Selvarajah, « Au levain des Pyrénées », 44 rue des Pyrénées (20e)[22].
- 2024 : Xavier Netry, « Utopie », rue Jean-Pierre Timbaud (11e arrondissement)[23].
- 2025 : Mickaël Reydellet, « La Parisienne », rue du Faubourg-Poissonnière (10e arrondissement), pour la deuxième fois après 2016[24].